# Mr. Adams and Eve
Mr. Adams and Eve  è una serie televisiva statunitense in 66 episodi trasmessi per la prima volta nel corso di 2 stagioni dal 1957 al 1958.

## Trama
Mr. Adams and Eve racconta la vita privata di due coniugi, noti attori, con una notevole dose di commedia. Gli Adams combattono quotidianamente con sceneggiatori, con gli agenti approfittatori, con irragionevoli produttori, registi, e altri personaggi del mondo dello star system. La serie non fu prorogata per una terza stagione.

## Personaggi
- Howard Adams (66 episodi, 1957-1958), interpretato da	Howard Duff.
- Eve Drake (66 episodi, 1957-1958), interpretata da	Ida Lupino.
- Elsie (8 episodi, 1957-1958), interpretato da	Olive Carey.
- Steve (7 episodi, 1957-1958), interpretato da	Hayden Rorke.
- J.B. Hafter (6 episodi, 1957-1958), interpretato da	Alan Reed.
- Connie (3 episodi, 1957), interpretata da	Lee Patrick.
- direttore (2 episodi, 1957-1958), interpretato da	Lawrence Dobkin.
- Walter, interpretato da Patrick Wayne.

## Produzione
La serie fu prodotta da Bridget Productions e Four Star Productions. Ida Lupino interpreta Eve Drake e fu candidata per un Emmy Award per questo ruolo nella categoria "Best Actress in a Continuing Role". Lo sceneggiatore principale della serie fu Collier Young (66 episodi, 1957-1958), secondo marito della Lupino, che fu anche il produttore esecutivo.
Secondo TV.com, gran parte delle pellicole originali di Mr. Adams and Eve fu creduta distrutta o persa in depositi di magazzino a causa di questioni giuridiche derivanti dalla cancellazione della serie. Solo alcune parti sarebbero reperibili. Tuttavia, gli archivi dell'Harry Ransom Center contengono molti episodi che sono stati donati dalla Lupino.

### Registi
Tra i registi della serie sono accreditati:
- Richard Kinon (7 episodi, 1957-1958)
- Don Weis (3 episodi, 1957)
- Frederick de Cordova

## Guest star
- Lee Patrick, apparsa in diversi episodi come la madre di Eve.
- Barbara Billingsley  in That Magazine.
- Craig Stevens  in The Bachelor.
- David Niven  in  The Taming of the Shrew.
- Joan Fontaine, seconda moglie del secondo marito della Lupino, Collier Young, nel ruolo di se stessa in Joan Fontaine.
- Herbert Anderson nel ruolo di Harvey Carson in The Life Story of Eve Drake and Howard Adams.
- Cedric Hardwicke nel ruolo di Gerald Fortescue in  Man with Raven.
- Johnny Crawford in The Producers.
- Virginia Gregg nel ruolo di Judge Banks in Me, the Jury.
- Dick Powell in  Backwash.
- Ed Sullivan nel ruolo di se stesso in Backpage.

## Distribuzione
La serie fu trasmessa negli Stati Uniti dal 1957 al 1958 sulla rete televisiva CBS.

## Episodi
| Stagione         | Episodi | Prima TV originale |
| ---------------- | ------- | ------------------ |
| Prima stagione   | 25      | 1957               |
| Seconda stagione | 41      | 1958               |